# نام‌پریشی

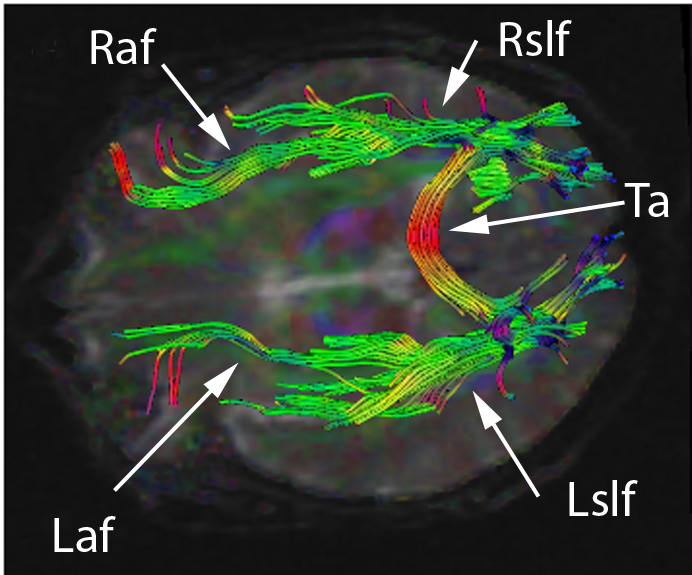
نام‌پریشی

نام‌پریشی (به انگلیسی: anomia) در پزشکی به دشواری حاد یک شخص در به یاد آوردن نام‌ها و واژه‌ها گفته می‌شود.
در روان‌پزشکی به این عارضه، زبان‌پریشی نامی و زبان‌پریشی فراموشی نیز گفته می‌شود.
بی‌واژی و واژ پریشی از دیگر برابرهای به‌کار رفته در فارسی است.
نام‌پریشی معمولاً بر اثر ترومای مغزی از جمله تصادفات، خفگی یا تومورها پدید می‌آید. آسیب دیدن بخش‌های گوناگون لوب آهیانه‌ای یا لوب گیجگاهی مغز باعث رخ دادن نام‌پریشی می‌شود. این پدیده می‌تواند پیچیده باشد و شامل از کار افتادن گذرگاه‌های میان بخش‌های مختلف مغز شود.
نام‌پریشی گونه‌ای از زبان‌پریشی است. فرد دچار شده به نام‌پریشی اغلب ناچار است برای رساندن معنی از درازگویی بهره بگیرد. در برخی موارد فرد نام‌پریش می‌تواند با شنیدن نشانه‌های کمکی واژه‌هایی که فراموش کرده را به یاد آورد.
کار واژه پریشی گونه‌ای از نام‌پریشی است که در آن فرد دچار شده با به یاد آوردن فعل‌ها در جملات مشکل دارد. این اختلال زمانی روی می‌دهد که قشر پیشانی مغز در داخل ناحیه بروکا یا نزدیک به آن آسیب دیده باشد.